# Coolray Field
Le Coolroi Stadium, anciennement connu sous le nom de Gwinnett Stadium, est un stade de baseball situé à Lawrenceville (Géorgie) aux États-Unis.
Utilisé par la franchise de Ligue mineure de Triple-A des Braves de Gwinnett, ce stade inauguré en 2009 compte 10 427 places.